# ゲンナジー・カスコフ
ゲンナジー・カスコフ（Gennadi Kaskov）は、旧ソビエト連邦の男性フィギュアスケートアイスダンス選手でのちにフィギュアスケートコーチ兼振付師、フィギュアスケート審判員。1987年世界ジュニア選手権優勝。パートナーはイローナ・メルニチェンコ。

## 経歴
現ウクライナのオデッサ出身。ジュニア時代にイローナ・メルニチェンコとカップルを結成し、1986-1987年シーズンの世界ジュニア選手権で優勝を果たす。翌1987-1988年シーズンと1988-1989年シーズンにはネーベルホルン杯で2シーズン連続優勝。1991年のユニバーシアードでも優勝を果たした。
その後アマチュアを引退しプロスケーターとして「ロシアン・オールスターズ」に参加。のちにカナダでフィギュアスケートコーチ兼振付師として活動をはじめ、メーガン・ウィング&アーロン・ロウ組らを指導。現在は国際スケート連盟公認の技術審判員としても活動している。

## 主な戦績
| 大会/年          | 1986-87 | 1987-88 | 1988-89 | 1989-90 | 1990-91 |
| ---------------- | ------- | ------- | ------- | ------- | ------- |
| ユニバーシアード |         |         | 2       |         | 1       |
| ネーベルホルン杯 |         | 1       | 1       |         |         |
| 世界Jr.選手権    | 1       |         |         |         |         |